# Пенцлав (Мазовецьке воєводство)
Пенцлав (пол. Pęcław) — село в Польщі, у гміні Ґура-Кальварія Пясечинського повіту Мазовецького воєводства.
Населення — 366 осіб (2011).
У 1975-1998 роках село належало до Варшавського воєводства.

## Демографія
Демографічна структура станом на 31 березня 2011 року:
|          | Загалом | Допрацездатний вік | Працездатний вік | Постпрацездатний вік |
| -------- | ------- | ------------------ | ---------------- | -------------------- |
| Чоловіки | 176     | 31                 | 128              | 17                   |
| Жінки    | 190     | 39                 | 115              | 36                   |
| Разом    | 366     | 70                 | 243              | 53                   |